# ثمرین
ثمرین شهری از توابع بخش ثمرین شهرستان اردبیل در ۱۶ کیلومتری اردبیل قرار گرفته است.
در اسفند ۱۳۸۸ براساس تصویب هیئت وزیران به بخش تبدیل شد؛ و در سال ۱۳۹۶به شهر تبدیل شد.
ثمرین دارای شرایط اقلیمی مناسب برای کشاورزی و دامداری می‌باشد. با توجه به این که در ۱۸ کیلومتری کوه سبلان قرار گرفته، دارای چشمه‌های فراوان است. به‌طوری‌که علی‌رغم لوله‌کشی آب همچنان مردم از این چشمه‌ها مراقبت نموده و مورد استفاده قرار می‌دهند. ثمرین توسط جاده ای آسفالتی به اردبیل متصل شده است. ثمرین از امکاناتی همچون بانک و دکلهای مخابراتی اینترنت پرسرعت و همچنین نمایندگی فروش لاستیک شرکت ایران تایر و تجهیزات وماشین آلات کشاورزی برخوردار است
زبان مردم آن ترکی آذری است. شهر ثمرین دارای تاریخی غنی است که برخی آثار این شهر از جمله اوچ اتاق، قدمتی بیش از ۳۰۰۰ سال دارند.

## ثمرین در وقایع فرقه دموکرات آذربایجان
دهستان غربی به مرکزیت ثمرین یکی از مناطقی بود که به مرکز فعالیت فرقه دموکرات آذربایجان در سال ۱۳۲۴ تبدیل شده بود. عده‌ای از کشاورزان با توجه به وعده‌های دموکرات‌ها، به آن‌ها پیوسته، مسلح شدند و در غائلهٔ خونین اشغال پادگان مشگین شهر شرکت کردند. پس از فرار پیشه‌وری و ختم غائله، مردم روستا هفده نفر شرکت کنندگان در غائله مشگین‌شهر و سران فرقه در دهستان را تحویل نیروهای ارتش دادند که همگی اعدام شدند.

## ثبت ملی درخت‌های کهنسال چنار و گردو در شهر ثمرین
در بهمن ماه ۱۳۹۹ درخت‌های کهنسال چنار و گردو در شهر ثمرین در فهرست آثار ملی کشور جزو میراث طبیعی به ثبت رسید.